# Coppa Italia di pallacanestro maschile 2012
La fase finale della Coppa Italia di pallacanestro maschile 2012, chiamata ufficialmente per ragioni di sponsorizzazione SuisseGas Final Eight 2012, si è svolta tra il 16 ed il 19 febbraio 2012 presso il PalaOlimpico di Torino.
Il trofeo fu vinto dalla Mens Sana Siena per la 4ª volta consecutiva ma fu successivamente revocato.

## Squadre
Le squadre qualificate sono le prime otto classificate al termine del girone di andata della Serie A 2011-12.
1. Montepaschi Siena
2. Scavolini Siviglia Pesaro
3. Bennet Cantù
4. EA7 Emporio Armani Milano
5. Canadian Solar Bologna
6. Sidigas Avellino
7. Umana Venezia
8. Banco di Sardegna Sassari

## Tabellone
|  | Quarti di finale 16-17 febbraio | Quarti di finale 16-17 febbraio | Quarti di finale 16-17 febbraio |              |                           | Semifinali 18 febbraio | Semifinali 18 febbraio | Semifinali 18 febbraio |  |  | Finale 19 febbraio | Finale 19 febbraio | Finale 19 febbraio |
|  |                                 |                                 |                                 |              |                           |                        |                        |                        |  |  |                    |                    |                    |
|  | 1                               | Montepaschi Siena               | 70                              |              |                           |                        |                        |                        |  |  |                    |                    |                    |
|  | 8                               | Banco di Sardegna Sassari       | 60                              |              |                           |                        |                        |                        |  |  |                    |                    |                    |
|  | 8                               | Banco di Sardegna Sassari       | 60                              |              | 1                         | Montepaschi Siena      | 67                     |                        |  |  |                    |                    |                    |
|  |                                 |                                 |                                 |              | 1                         | Montepaschi Siena      | 67                     |                        |  |  |                    |                    |                    |
|  |                                 | 4                               | EA7 Emporio Armani Milano       | 65           |                           |                        |                        |                        |  |  |                    |                    |                    |
|  | 4                               | 4                               | EA7 Emporio Armani Milano       | 65           | EA7 Emporio Armani Milano | 82                     |                        |                        |  |  |                    |                    |                    |
|  | 4                               |                                 |                                 |              | EA7 Emporio Armani Milano | 82                     |                        |                        |  |  |                    |                    |                    |
|  | 5                               | Canadian Solar Bologna          | 77                              |              |                           |                        |                        |                        |  |  |                    |                    |                    |
|  |                                 |                                 |                                 |              |                           |                        |                        |                        |  |  | 1                  | Montepaschi Siena  | 88                 |
|  |                                 |                                 | 3                               | Bennet Cantù | 71                        |                        |                        |                        |  |  |                    |                    |                    |
|  | 3                               | Bennet Cantù                    | 99                              |              |                           |                        |                        |                        |  |  |                    |                    |                    |
|  | 6                               | Sidigas Avellino                | 70                              |              |                           |                        |                        |                        |  |  |                    |                    |                    |
|  | 6                               | Sidigas Avellino                | 70                              |              | 3                         | Bennet Cantù           | 71                     |                        |  |  |                    |                    |                    |
|  |                                 |                                 |                                 |              | 3                         | Bennet Cantù           | 71                     |                        |  |  |                    |                    |                    |
|  |                                 | 2                               | Scavolini Siviglia Pesaro       | 64           |                           |                        |                        |                        |  |  |                    |                    |                    |
|  | 2                               | 2                               | Scavolini Siviglia Pesaro       | 64           | Scavolini Siviglia Pesaro | 90                     |                        |                        |  |  |                    |                    |                    |
|  | 2                               |                                 |                                 |              | Scavolini Siviglia Pesaro | 90                     |                        |                        |  |  |                    |                    |                    |
|  | 7                               | Umana Venezia                   | 70                              |              |                           |                        |                        |                        |  |  |                    |                    |                    |

### Tabellini

#### Quarti di finale
| Arbitri: | Tolga Sahin Paolo Taurino Roberto Begnis |

|            |          |           |
| Moss 16    | Punti    | 15 Hosley |
| Andersen 3 | Assist   | 9 Pinton  |
| Andersen 9 | Rimbalzi | 10 Easley |

| Arbitri: | Guerrino Cerebuch Carmelo Lo Guzzo Dino Seghetti |

|                |          |              |
| Mpourousīs 14  | Punti    | 23 Koponen   |
| Bremer, Cook 5 | Assist   | 8 Koponen    |
| Mpourousīs 8   | Rimbalzi | 8 Sanik'idze |

| Arbitri: | Giampaolo Cicoria Massimiliano Filippini Alessandro Vicino |

|                  |          |             |
| White 17         | Punti    | 17 Szewczyk |
| Hickman, White 6 | Assist   | 4 Clark     |
| Jones 8          | Rimbalzi | 8 Szewczyk  |

| Arbitri: | Gianluca Mattioli Saverio Lanzarini Gabriele Bettini |

|                       |          |          |
| Mark'oishvili 22      | Punti    | 24 Green |
| Perkins 6             | Assist   | 5 Green  |
| Brunner, Shermadini 5 | Rimbalzi | 8 Green  |

#### Semifinali
| Arbitri: | Fabio Facchini Carmelo Paternicò Enrico Sabetta |

|                     |          |                   |
| Andersen 25         | Punti    | 15 Fōtsīs         |
| quattro giocatori 2 | Assist   | 7 Bremer          |
| Stonerook 9         | Rimbalzi | 7 Hairston, Rocca |

| Arbitri: | Luigi Lamonica Tolga Sahin Luciano Tola |

|           |          |               |
| Jones 20  | Punti    | 18 Shermadini |
| Hackett 3 | Assist   | 6 Micov       |
| Jones 10  | Rimbalzi | 7 Micov       |

#### Finale
| Arbitri: | Giampaolo Cicoria Roberto Chiari Paolo Taurino |

| |            | |
| Andersen 23 | Punti      | 15 Basile |
| McCalebb, Moss 4 | Assist     | 5 Basile |
| Stonerook 6 | Rimbalzi   | 5 Brunner |
| 4 McCalebb 7 Andersen 11 Thornton 20 Stonerook 34 Moss 6 Zīsīs 9 Carraretto 12 Lavrinovič 14 Ress 15 Michelori 18 Lechthaler 21 Aradori | Formazioni | 5 Micov 10 Leunen 11 Marconato 20 Cinciarini 55 Basile 9 Mark'oishvili 12 Mazzarino 13 Perkins 17 Diviach 19 Shermadini 21 Bolzonella 25 Brunner |
| Simone Pianigiani | Allenatori | Andrea Trinchieri |

## Verdetti
- Vincitrice Coppa Italia: Titolo revocato[1]

Formazione: Bo McCalebb, David Andersen, Bootsy Thornton, Shaun Stonerook, David Moss, Nikos Zīsīs, Marco Carraretto, Kšyštof Lavrinovič, Tomas Ress, Andrea Michelori, Luca Lechthaler, Pietro Aradori
- MVP: David Andersen, Montepaschi Siena